# Documentum Aretinum
Documentum Aretinum (skrót Arezzo) – papirusowy dokument w języku gockim dotyczący spraw własnościowych. Dokument powstał w połowie VI wieku, przechowywany był w Arezzo.
Fragment znaleziony został w archiwach katery w Arezzo. W 1731 roku Anton Francesco Gori, antykwariusz i kolekcjoner rękopisów, wydał we Florencji facsimile dokumentu. Dokument później spłonął. Do naszych czasów zachowało się słabej jakości facsimile.
Dokument rejestruje sprzedaż własności 1/3 gospodarstwa należącego do Caballaria za sumę 133 szylingów. Sprzedawcą jest Gudilub albo Gudilaib, nabywcą jest Alamond. Dokument zawiera podpisy sprzedawcy, nabywcy oraz kilku świadków. Documentum Aretinum jest jednym z dwóch najstarszych zachowanych germańskich dokumentów, dotyczących transakcji pieniężnej. Drugim takim dokumentem jest Documentum Neapolitanum.
Tekst, w łacińskiej transkrypcji, wraz z przekładem na język niemiecki został opublikowany w dodatkach do Die Gotische Bibel.
Transkrypcja
ik gudilub .dkn. [i.e. diakon]

þo frabauhtaboka fram mis gawaurhta

þus .dkn. [i.e. diakona] alamoda

fidwor unkjane hugsis kaballarja

jah skilliggans .rlg. andnam

jah ufmelida.
Ostatnia litera w wydaniu facsimile jest nieczytelna.